# رابرت گرینوالد
رابرت گرینوالد (انگلیسی: Robert Greenwald؛ زادهٔ ۲۸ اوت ۱۹۴۳) یک کارگردان، و تهیه‌کننده اهل ایالات متحده آمریکا است.